# Юния Силана
Юния Силана или само Силана (на латински: Iunia Silana; * 15; † 59, Таранто) е сенаторска дъщеря, съперничка на Агрипина Млада, майката на Нерон.

## Биография
Дъщеря е на Марк Юний Силан Торкват (консул 19 г.) и Емилия Лепида, правнучка на Август. Сестра е на Децим Юний Силан Торкват (консул 53 г.), Луций Юний Силан (претор 48 г.), Марк Юний Силан (консул 46 г.) и Юния Калвина (* 25; † 79). 
Омъжва се за Гай Силий и няма деца. През 47 г. императорската съпруга Месалина го кара през 47 г. да се разведе с нея и се омъжва за него.
Юния Силана е първо приятелка с Агрипина. Когато Тит Секстий Африкан иска да се омъжи за Силана, Агрипина го разубеждава и двете стават съпернички за власт, богатство и мъже. След това Агрипина я осъжда на изгнание. Силана по-късно умира в Таранто през 59 г.